# Patrizia Lombardo
Maria Patrizia Lombardo (ur. 3 września 1958 w Rzymie) – włoska lekkoatletka, płotkarka i sprinterka, medalistka uniwersjady i igrzysk śródziemnomorskich, olimpijka.

## Kariera sportowa
Zajęła 6. miejsce w biegu na 100 metrów przez płotki na mistrzostwach Europy juniorów w 1975 w Atenach. Odpadła w półfinale biegu na 60 metrów przez plotki na halowych mistrzostwach Europy w 1978 w Mediolanie.
Zdobyła srebrny medal w sztafecie 4 × 100 metrów i brązowy medal w biegu na 100 metrów przez płotki na igrzyskach śródziemnomorskich w 1979 w Splicie. Na halowych mistrzostwach Europy w 1980 w Sindelfingen odpadła w półfinale  biegu na 100 metrów przez płotki.
Zdobyła brązowy medal w sztafecie 4 × 100 metrów na uniwersjadzie w 1981 w Bukareszcie. Wystąpiła w zawodach pucharu świata w 1981 w Rzymie, gdzie zajęła 6. miejsca w biegu na 100 metrów przez płotki, w sztafecie 4 × 100 metrów i w sztafecie 4 × 400 metrów.
Zajęła 6. miejsce w sztafecie 4 × 400 metrów na igrzyskach olimpijskich w 1984 w Los Angeles. Odpadła w eliminacjach biegu na 60 metrów przez płotki na halowych mistrzostwach Europy w 1986 w Madrycie, w eliminacjach biegu na 100 metrów przez płotki na mistrzostwach Europy w 1986 w Stuttgarcie oraz w eliminacjach biegu na 60 metrów przez płotki na halowych mistrzostwach Europy w 1987 w Liévin i na halowych mistrzostwach świata w 1987 w Indianapolis. Odpadła w półfinale biegu na 100  metrów przez płotki i eliminacjach sztafety 4 × 100 metrów na mistrzostwach świata w 1987 w Rzymie.
Zwyciężyła w biegu na 100 metrów przez płotki na igrzyskach śródziemnomorskich w 1987 w Latakii.
Była mistrzynią Włoch w biegu na 200 metrów w 1979, w biegu na 100 metrów przez płotki w 1979, 1981 i 1985, w sztafecie 4 × 100 metrów w 1977, 1983, 1986 i 1989 oraz w sztafecie 4 × 400 metrów w 1980, 1981 i 1985. W hali była mistrzynią Włoch w biegu na 60 metrów przez płotki w 1980 i 1987 oraz w biegu na 400 metrów w 1983.
Dwukrotnie poprawiała rekord Włoch w biegu na 100 metrów przez płotki do wyniku 13,10 s, osiągniętego 30 maja 1987 w Livorno, raz w sztafecie 4 × 100 metrów z czasem 44,32 s (13 września 1979 w Meksyku) i cztery razy w sztafecie 4 × 400 metrów do rezultatu 3:30,82 (11 sierpnia 1984 w Los Angeles).

## Rodzina
Jej ojciec Vincenzo Lombardo był lekkoatletą sprinterem, olimpijczykiem z 1952 i 1956, a później generałem w Guardia di Finanza, a młodsza siostra Rossana Lombardo również sprinterką, olimpijką z 1980.